# Aeroporto di Malacca
L'Aeroporto di Malacca (IATA: MKZ, ICAO: WBKM) (in malese: Lapangan Terbang Batu Berendam), precedentemente noto come Aeroporto di Batu Berendam e definito come domestico dal Department of Civil Aviation Malaysia, è un aeroporto domestico malese situato a 7 km a nord della città di Malacca nello Stato federato di Malacca. La struttura è dotata di una pista di asfalto lunga 2135 m, l'altitudine è di 12 m, l'orientamento della pista è RWY 03-21. L'aeroporto è aperto al traffico commerciale.